# Spiraea panigrahiana
Spiraea panigrahiana är en rosväxtart som beskrevs av K.M. Purohit. Spiraea panigrahiana ingår i släktet spireor, och familjen rosväxter. Inga underarter finns listade i Catalogue of Life.